# Hornietus ventralis
Hornietus ventralis är en skalbaggsart som beskrevs av Horn 1887. Hornietus ventralis ingår i släktet Hornietus och familjen Aphodiidae. Inga underarter finns listade i Catalogue of Life.